# Liguanea
Liguanea är en del av en befolkad plats i Jamaica.   Den ligger i parishen Parish of Saint Andrew, i den östra delen av landet, i huvudstaden Kingston. Liguanea ligger 162 meter över havet och antalet invånare är 10 000. Den ligger i sjön Mona Reservoir.
Terrängen runt Liguanea är varierad.  Närmaste större samhälle är New Kingston, 2,3 km sydväst om Liguanea. Runt Liguanea är det i huvudsak tätbebyggt.